# Felix Stalder

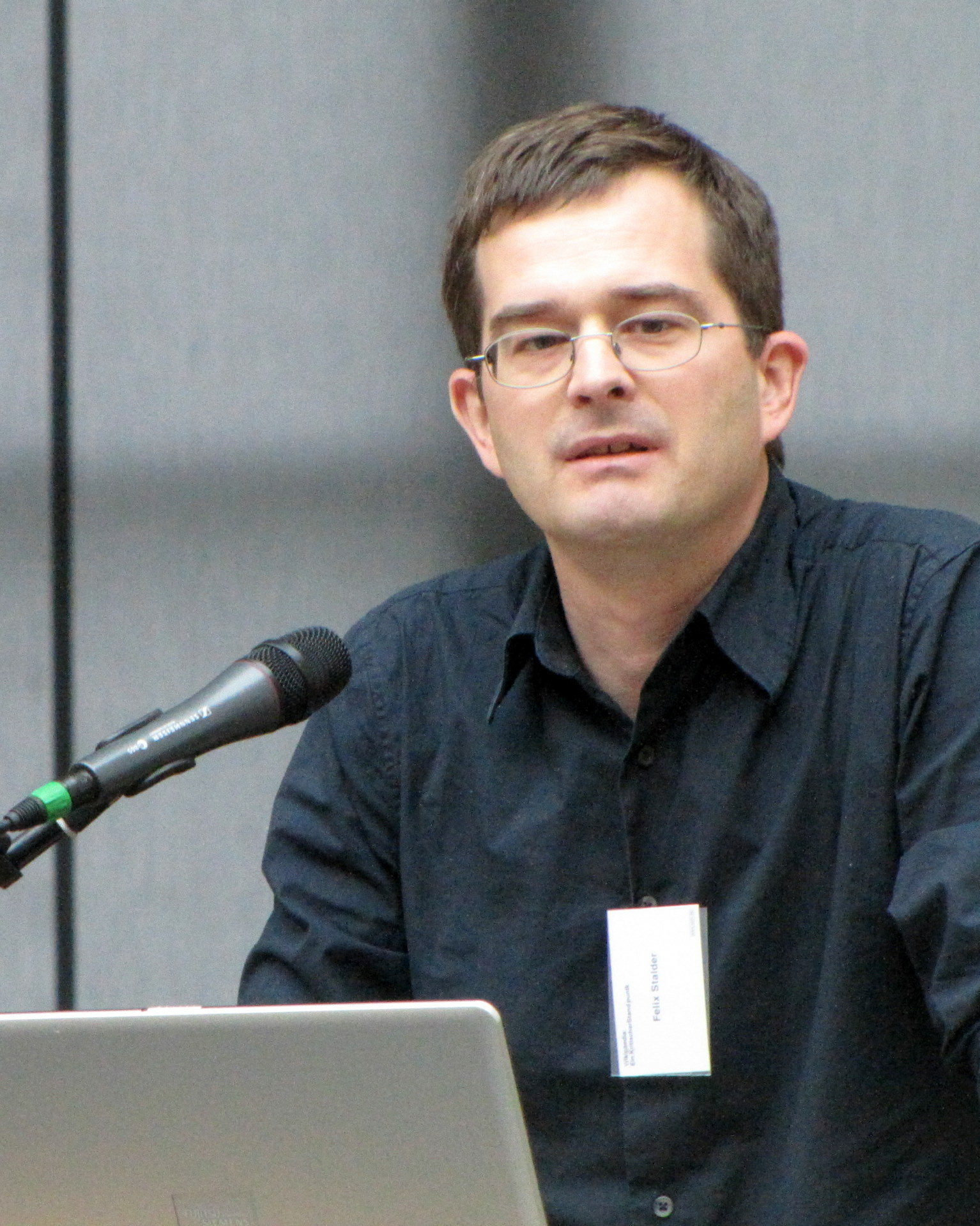
Felix Stalder (2010)

Felix Stalder (* 1968 in Basel) ist ein Schweizer Kultur- und Medienwissenschaftler. 

## Wirken
Felix Stalder studierte in Basel und promovierte an der Universität Toronto. Anschließend arbeitete er als Postdoktorand an der Queen’s University in Kingston, bevor er 2003 in die Schweiz zurückkehrte.
Stalder ist Professor für Digitale Kultur und Theorien der Vernetzung an der Zürcher Hochschule der Künste, Mitglied des  World-Information-Institutes in Wien und langjähriger Moderator  von <nettime>, einer internationalen Mailingliste zur Netzkritik. Er beschäftigt sich mit dem Wechselverhältnis von Gesellschaft, Kultur und Technologien und forscht  u. a. zu Digitalität, Urheberrecht, Commons, Privatsphäre, Kontrollgesellschaft und Subjektivität. 
Neben wissenschaftlichen übt er auch umfangreiche publizistische, kulturelle und politische Tätigkeiten aus. Er ist u. a. Mitbegründer der Digitalen Allmend (Zürich), der Initiative Kunstfreiheit.ch und des Netzpolitischen Abendes (Wien). Er organisierte, gemeinsam mit Konrad Becker, interdisziplinäre Konferenzen, etwa Open Cultures (Wien, 2003), World-Information City (Bangalore, 2005, Paris, 2009), Deep Search. Politik des Suchens jenseits von Google (Wien, 2008, 2010), Shared Digital Futures (Wien 2013) und Algorithmic Regimes (Wien, 2015).
Er lebt und arbeitet in Wien und Zürich.

## Schriften (Auswahl)

### Autor
- Open Cultures and the Nature of Networks. edited by Kuda.org, Futura publikacije, Novi Sad and Revolver – Archiv für aktuelle Kunst, Frankfurt a. M. (Oktober 2005), ISBN 86-7188-049-4, ISBN 3-86588-211-0, Open Access.
- Manuel Castells and the Theory of the Network Society. Polity Press, 2006, ISBN 9780745632766 und ISBN 9780745632773
- Digital Solidarity. Mute & Post-Media Lab, 2013 (deutsch: Digitale Solidarität, Rosa-Luxemburg-Stiftung, Analysen 15, Berlin, 2014)
- Der Autor am Ende der Gutenberg Galaxis. Buch & Netz, 2014, ISBN 978-3-03805-030-8.
- Kultur der Digitalität. Edition Suhrkamp, 2016, ISBN 9783518126790. (englische Ausgabe: The Digital Condition, übersetzt von Valentine A. Pakis, John Wiley and Sons, Polity Press, Cambridge CB2, 2018, ISBN 978-1-5095-1959-0)

### Herausgeber
- Readme! ASCII Culture and the Revenge of Knowledge, Filtered by <nettime>. Autonomedia, NYC, 1999 (mit Josephine Bosma et al.), ISBN 9781570270895.
- Deep Search. The Politics of Search Beyond Google. Studienverlag / Transaction Publishers, 2009 (mit Konrad Becker), ISBN 978-3-7065-4794-9.
- Cultures and Ethics of Sharing / Kulturen und Ethiken des Teilens. Innsbruck University Press, 2012 (mit Wolfgang Sützl, Ronald Maier und Theo Hug), ISBN 978-3-902811-74-5, doi:10.25969/mediarep/806.
- Vergessene Zukunft. Radikale Netzkulturen in Europa. transcript Verlag, 2012 (mit Clemens Apprich), ISBN 978-3-8376-1906-5.
- Aesthetics of the Commons. Diaphanes, 2021 (mit Cornelia Sollfrank und Shusha Niederberger), ISBN 978-3-0358-0345-7,  doi:10.5281/zenodo.4944037
- Digital Unconscious. Nervous Systems and Uncanny Predictions. Autonomedia, 2022 (mit Konrad Becker), ISBN 978-1-57027-387-2.
- From Commons to NFTs. Aksioma, 2022 (mit Janez Fakin Janša), ISBN 978-961-7173-17-8.